# Indolestes boninensis
Indolestes boninensis là một loài chuồn chuồn kim thuộc họ Lestidae. Đây là loài đặc hữu của Nhật Bản.